# Давидова звезда
Давидовата звезда (на иврит: מָגֵן דָּוִד – Маге́н Дави́д, или Щитът на Давид; в идиш се произнася могендо́вид) е широко разпространен древен символ, който от 19 век насам се счита за свързван с еврейската идентичност и юдаизма. Представлява шестолъчна звезда, която от своя страна се получава от налагането на два равностранни триъгълника един върху друг, като горният е завъртян на 180°. Звездата на Давид е изобразена на знамето на държавата Израел.

Кабала
Съществуват много легенди за произхода и значението на този символ. Една от тях твърди, че войниците на цар Давид носят щитове с тази форма, друга твърди, че това е печатът на цар Соломон.
- Давидова звезда
- Знамето на Израел
- Жълтата звезда на Давид
- Печатът на Соломон